# Обсерваторія Бордо

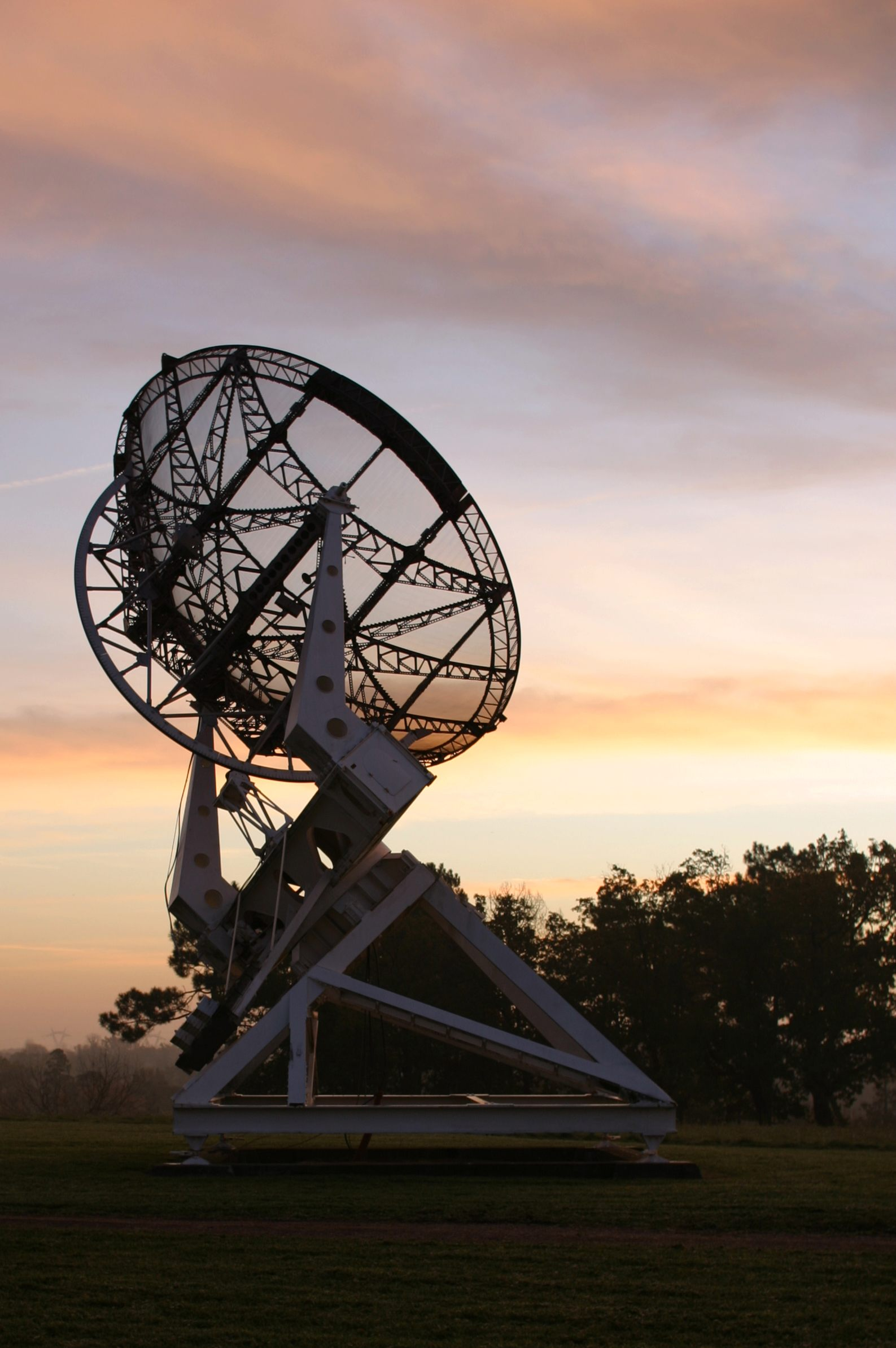
Історична радарна антена 1940-х років

Обсерваторія Бордо (фр. Observatoire de Bordeaux) — астрономічна обсерваторія при Університеті Бордо. Була побудована в 1893 році у Флуараку у Франції і фокусувалась на дослідженнях схилень між +11 і +17 градусів. До 1970 року було відзнято понад 4000 фотопластинок. В обсерваторії Бордо знаходиться велика колекція інструментів та астрономічних архівів, відзнятих протягом понад століття. Обсерваторія активно використовувалась до моменту переїзду на нове місце в 2016 році.

## Рання історія
Обсерваторію Бордо спробували заснувати наприкінці XVIII століття після проходження Венери. Під обсерваторію було виділено будинок, однак він не був обладний жодними інструментами. Протягом століття він залишався просто символом бажання створити в цьому районі справжню обсерваторію. Нарешті угоду між урядом і містом про створення справжньої обсерваторії було досягнуто в 1876 році. Уряд намагався виконати національний план підвищення рівня освіти, і це узгодилося з бажанням міста створити обсерваторію. Місто внесло 100 000 франків на заснування обсерваторії.
Обсерваторія була заснована у 1879 році на пагорбі з видом на річку Гаронна.
Одним із перших її приладів став меридіанний круг. Інструмент був виготовлений Ейхенсом зі скляним об'єктивом діаметром 19 см. Також обсерваторія мала рефрактор діаметром 38 см на екваторіальному монтуванні. Лінзу об'єктива виготовив Мерц, а монтаж виконали Готьє та Ейхенс. Ще одним інструментом був 32-сантиметровий астрограф для підтримки проєкту Carte du Ciel.
На момент заснування обсерваторія мала такі напрямки досліджень:
- Магнітні та метеорологічні спостереження
- Спостереження положень зір на меридіанному колі
- Телескопічні спостереження комет, астероїдів, супутників Сонячної системи та зір
- Обчислення, — наприклад, для публікацій метеорологічних каталогів

Рання робота з включала оновлення зоряного каталогу Аргеландера-Ольтцена.

## XX століття
У другій половині XX століття Обсерваторія Бордо розгорнула активну діяльність у галузі радіоастрономії. У 1967 році почалося будівництво інтерферометра міліметрового діапазону.
Між 1983 і 1988 роками автоматичне меридіанне коло обсерваторії Бордо використовувалося для підтримки космічної обсерваторії Гіппаркос. Успіх цієї космічної місії призвів до втрати користі від автоматичних меридіанних кіл через надзвичайну точність, досягнуту місією Гіппаркос.
У 1990 році в обсерваторії був встановлений мікрохвильовий радіометр для вимірювання озону.

## XXI століття
На початку XXI століття обсерваторія залишалась місцем розташування Астрофізичної лабораторії (фр. Laboratoire d'Astrophysique), але ця установа планувала переїхати на нову місце.
Обсерваторія Бордо була перетворена на Аквітанську обсерваторію наук про Всесвіт (фр. Observatoire Aquitain des Sciences de l'Univers). У 2016 році співробітники переїхали з Флуарака до нової будівлі Університету Бордо в Пессаку.